# Xandar
Xandar (/zændər/) es un planeta ficticio que aparece en los cómics estadounidenses publicados por Marvel Comics. El planeta está representado en el sistema Tranta en la galaxia de Andrómeda. Es más conocido como el mundo natal del Cuerpo Nova, un grupo de trabajo de la policía intergaláctica. Xandar es también el planeta natal de Firelord y Air-Walker, antiguos Heraldos de Galactus, así como el super-villano Supernova.
La primera aparición de Xandar fue hecha en Nova Vol 1 # 1 (1976) por el escritor Marv Wolfman y el artista John Buscema. La película de 2014, Guardianes de la Galaxia lo presentó al Marvel Cinematic Universe como un planeta alienígena donde tuvo lugar la trama principal.

## Historia
Explosivo en un ataque del Luphomoid Zorr, Xandar es salvado de la destrucción completa por la intervención oportuna del Uatu el Vigilante, que ayuda a los xandarianos a crear una red de ciudades abovedadas interconectadas en las partes más grandes del planeta.
El planeta es casi destruido por los Skrulls. Más tarde aún, Nebula destruyó el planeta y el Cuerpo Nova. El Cuerpo Nova fueron resucitados por Richard Rider quien usó el poder de Nova Force para reiniciar la computadora Xandarian Worldmind que procedió a clonar a los Xandarianos muertos incluyendo a la Reina Adora.
El planeta devastado por la guerra es, una vez más, completamente destruido, y el Cuerpo diezmado a manos de Annihilus. Rider es el último miembro sobreviviente del Cuerpo Nova después de la masacre. La mente de colmena colectiva que residía en el núcleo de Xandar, una entidad conocida como la Mente del Mundo Xandarian, también sobrevivió y ahora se encuentra dentro del uniforme recientemente modificado de Rider, que también se ha mejorado para ayudarlo a contener toda la Fuerza Nova.
Durante un corto tiempo, Ego el Planeta Viviente se convirtió en un hogar temporal para el cuerpo, conocido como "Nuevo Xandar". Esto fue de corta duración, ya que se reveló que la inteligencia de Ego estaba regresando gradualmente y que estaba intentando corromper al recién formado Cuerpo Nova.

### Xandarianos
Los xandarianos son una raza pacífica similar a los humanos.

### Realeza
Suzerain Adora era su Reina. Su esposo Tanak Valt era Nova Prime. Adora una vez alistó la ayuda de los Cuatro Fantásticos para terminar la guerra con los Skrulls.

### Cuerpo Nova
El Cuerpo Nova fue originalmente una milicia espacial y un grupo de exploración para el planeta Xandar. Consistió en 500 soldados en rango desde Corpsman hasta Centurion y su líder Centurion Nova Prime. La fuente del poder del Cuerpo es un campo de energía casi ilimitado llamado Fuerza Nova, generado por la mente del mundo Xandarian. Hay muchas personas notables que solían ser miembros del Cuerpo, como Peter Quill, Rocket Raccoon y Samuel Alexander.

### Mundos Xandarianos
El Mundo de la Mente Xandariana, es una supercomputadora ubicada en las entrañas de Xandar, formada por la inteligencia colectiva de los difuntos miembros del Cuerpo Nova y el pueblo Xandar. Los cerebros reales se almacenan dentro de la computadora. Su propósito es preservar el conocimiento y la historia de Xandar y servir como custodio de la Fuerza Nova.

## Xandarianos conocidos
- Soberana Adora
- Tanak Valt (Nova-Prime)
- Thoran Rul (Protector)
- Rhomann Dey (Nova, le confió sus poderes a Richard Rider)
- Rieg Davan (Central eléctrica)
- Garthan Saal (Supernova)
- Pyreus Kril (Señor Del Fuego)
- Gabriel Lan (Air-Walker)
- Maestro Xar (Cocreador de H.E.R.B.I.E.)

## Otras versiones
El planeta Xandar apareció como un flashback en la miniserie cómica Avengers: Infinity War Prelude (2018).

## En otros medios

### Televisión
- Xandar aparece en la serie de Guardianes de la Galaxia, episodio, "Juegos Encubiertos".
- En el episodio de la quinta temporada de Agents of S.H.I.E.L.D., "Fun & Games", se reveló que hay un tipo de caracol terrestre que vive en Xandar llamado los caracoles xandarianos. Durante una cena organizada por Kree Kasius como preludio de que vieron a Daisy Johnson en acción, uno de sus invitados, el senador Gaius Ponarian, ofreció los caracoles, xandarianos a Kasius como un gesto de buena voluntad hacia Kasius.

### Cine
Xandar fue presentado en la Fase Dos de las películas ambientadas en el Marvel Cinematic Universe como el planeta capital del Imperio Nova y el hogar del Cuerpo Nova, el ala militar de los xandarianos:
- Xandar apareció por primera vez en Guardianes de la Galaxia (2014). Los xandarianos habían firmado un tratado de paz con el Imperio Kree, poniendo fin a una larga guerra entre las dos partes. Sin embargo, Ronan el Acusador, el principal villano de esta película, usó una Piedra Infinita para atacar a Xandar debido al odio hacia los xandarianos por la muerte de su padre y sus antepasados. Los Guardianes ayudaron al Cuerpo Nova y los Devastadores a derrotar a Ronan, y al final le confiaron la Gema Infinita a los xandarianos. 
  - Los Xandarianos primarios están representados con piel rosada, aunque otras especies exóticas viven en las ciudades del planeta. El escenario de Xandar se inspiró en la monumental estación de tren Liège-Guillemins de acero, vidrio y hormigón blanco en Lieja, Bélgica. Durante el proceso de filmación, el Millennium Bridge de Londres se utilizó como locación en Xandar.[10][11]
- Se dice que el planeta Xandar fue "diezmado" por Thanos en Avengers: Infinity War (2018),[12]mientras buscaba la Gema del Infinito en posesión de los Nova Corps.

### Videojuegos
Xandar aparece en Lego Marvel Super Heroes 2. Es el primer nivel del juego donde los Guardianes de la Galaxia deben trabajar para luchar contra las fuerzas de Kang el Conquistador. Cuando Eson the Searcher fue derrotado, Kang el Conquistador activó un dispositivo que le permitía usar una parte de Xandar para hacer Chronopolis.